# Paula Koivuniemi
Paula Koivuniemi (Seinäjoki, 19 giugno 1947) è una cantante finlandese.
Paula Koivuniemi ha iniziato la propria carriera come cantante negli anni '60 ed ha pubblicato il primo singolo "Perhonen" (Farfalla) nel 1966. Negli anni '70 la sua carriera ha subito un declino, ma durante gli anni '80 ha ottenuto diversi successi in classifica in Finlandia, dove ha ricevuto due dischi d'oro e nove dischi di diamante.
Alcuni successi sono poi arrivati negli anni '90 e dopo il 2000. Ha molti fan giovani ed è diventata una icona gay per il suo stile giovanile. Nel corso della sua carriera ha reinterpretato in finlandese alcuni successi della canzone italiana, come Uomini soli, Maledetta primavera e Un'estate italiana, che hanno a loro volta ispirato reinterpretazioni a decenni di distanza.

## Discografia

### Album
- Leikki riittää  (1975 - The Game is Enough)
- Paula Koivuniemi  (1977)
- Sinulle vain  (1978 - Just for You)
- Lady Sentimental  (1978)
- Vie minut pois  (1980 - Take Me Away)
- Sata kesää, tuhat yötä  (1981 - Hundred Summers, Thousand Nights)
- Luotan sydämen ääneen  (1982 - I Trust in the Heart's Voice)
- Lähdetään  (1983 - Let's Go)
- Rakkaustarina  (1984 - Love Story)
- Ilman minua  (1986 - Without Me)
- Hei Buonanotte  (1987 - Hi, Buonanotte)
- Sen siksi tein  (1989 - That's Why I Did It)
- Täyttä elämää  (1991 - Full Life)
- Rakkaudella sinun  (1993 - Tenderly Yours)
- Se kesäni mun  (1994 - That Summer of Mine)
- Tulisielu  (1996 - Fire Soul)
- Kuuntelen Tomppaa  (1999 - I Listen to Tom Jones)
- Rakastunut  (2003 - Fallen in Love)
- Yöperhonen  (2006 - Moth)
- Timantti (2007 - Diamond)
- Nainen (2009 - Woman)
- Rakkaudesta (2010)

### Raccolte
- 20 toivottua laulua  (1987)
- Paula Koivuniemi  (1988)
- Santa Maria - hitit 1983-90  (1990)
- Sinulle vain  (1991)
- Suomen parhaat  (1993)
- 20 suosikkia - Perhonen  (1995)
- Parhaat (Valitut palat)  (1996)
- 20 suosikkia - Aikuinen nainen  (1997)
- 20 suosikkia - Kuuleeko yö  (1998)
- Kaikki parhaat (Musiikin mestareita)  (2001)
- Suuret sävelet  (2001)
- Nostalgia  (2005)
- 40 unohtumatonta laulua  (2006)
- Lauluja rakkaudesta (2006)